# Sandie Shaw
Sandra Ann Goodrich MBE (Dagenham, 26 februari 1947), beter bekend onder haar artiestennaam Sandie Shaw, is een van de populairste Britse popzangeressen uit de jaren zestig.

## Biografie

### Jaren zestig

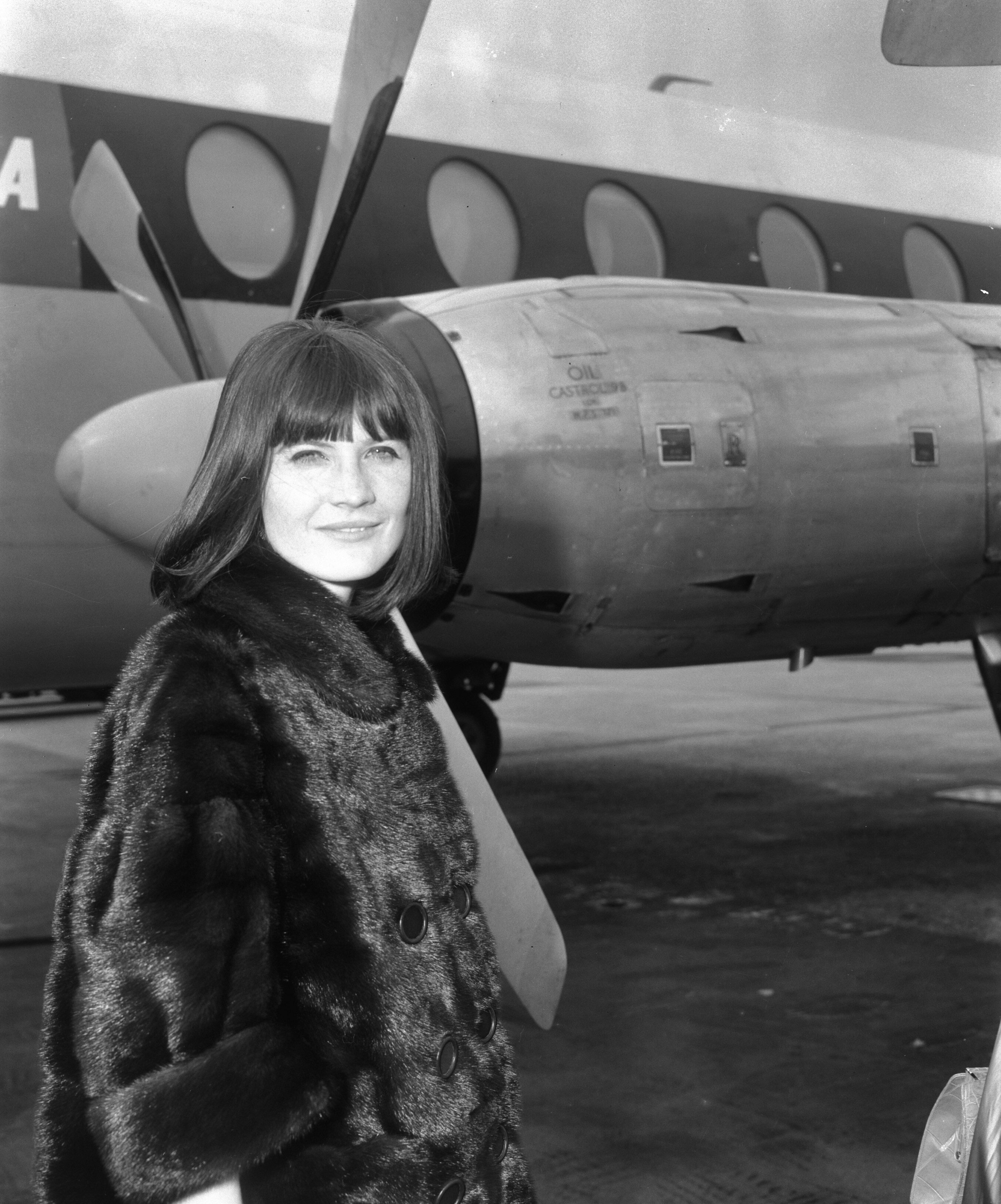
Shaw op Schiphol (1965)

Ze werd in 1964 ontdekt door Adam Faith, die haar hoorde zingen op een concert waaraan ze mocht deelnemen na tweede geworden te zijn in een talentenjacht. Enkele weken later had ze een platencontract, waarna haar eerste single As long as you are happy baby werd uitgebracht. Dit was geen groot succes. Haar tweede single Always something there to remind me was dat wel. Met dit nummer van Burt Bacharach en Hal David kwam Shaw drie weken op nummer 1 in de Britse hitlijst.
Daarna had ze meerdere grote hits. Omdat ze verschillende nummers ook in het Frans, Italiaans, Duits en Spaans uitbracht, werd ze in heel Europa en Zuid-Amerika bekend. Ook trad ze een keer achter het IJzeren Gordijn en in Iran op. Noord-Amerika werd niet veroverd omdat ze geen werkvergunning in de Verenigde Staten kreeg. Ze zong meestal op blote voeten omdat ze zich dan meer relaxed voelde.
In 1967 begon haar succes enigszins terug te lopen en werd ze tegen haar wil naar het Eurovisiesongfestival afgevaardigd. Ze dacht dat dit haar geloofwaardigheid zou aantasten. Er werden vijf liedjes voorgesteld op de Britse televisie. Puppet on a string, een lied dat ze haatte, won. Na elf jaar slaagde Sandie erin om het songfestival te winnen voor het Verenigd Koninkrijk, barrevoets. Het bezorgde haar een derde nummer 1-hit (een record voor een zangeres in die tijd). Het werd een wereldhit en was de best verkochte single van het jaar in Duitsland.
In 1968 trouwde ze met modeontwerper Jeff Banks, met wie ze in 1971 een dochter kreeg. Na hun scheiding trouwde ze nog twee keer en kreeg nog twee kinderen. Shaw begon ook een eigen kleding- en schoenenlijn. In 1969 maakte Shaw een album met zelf uitgekozen covers, maar haar populariteit was tanende omdat ze niet langer aan het beeld wilde voldoen dat het publiek van haar had.

### Latere carrière
Ook begin jaren zeventig coverde Shaw nog enkele liedjes, maar daarna liet ze de muziekscene voor wat het was. In 1977 bracht Shaw dan toch twee singles uit en bekeerde ze zich tot het boeddhisme.
In 1984 dook Shaw weer uit de anonimiteit op door een hit te scoren met Hand in glove, een cover van The Smiths, die erop meespeelden. Vervolgens maakte ze enkele solo-lp's in dark wave-stijl, met onder meer twee covers van Lloyd Cole die eveneens de hitlijsten haalden. In 1988 had Boudewijn Büch een gesprek met haar. Toen hij over Puppet On A String begon haakte ze af.
In de jaren negentig bracht Shaw haar autobiografie uit (The World At My Feet) en opende ze haar eigen kliniek (Barefoot Therapy).
In 2011 was Shaw gastzangeres bij Jools Holland's Rhythm 'n Blues Orchestra.
Sandie Shaw, BBC Radio 2 Folk Awards 2016 at The Royal Albert Hall (26725189695).jpg

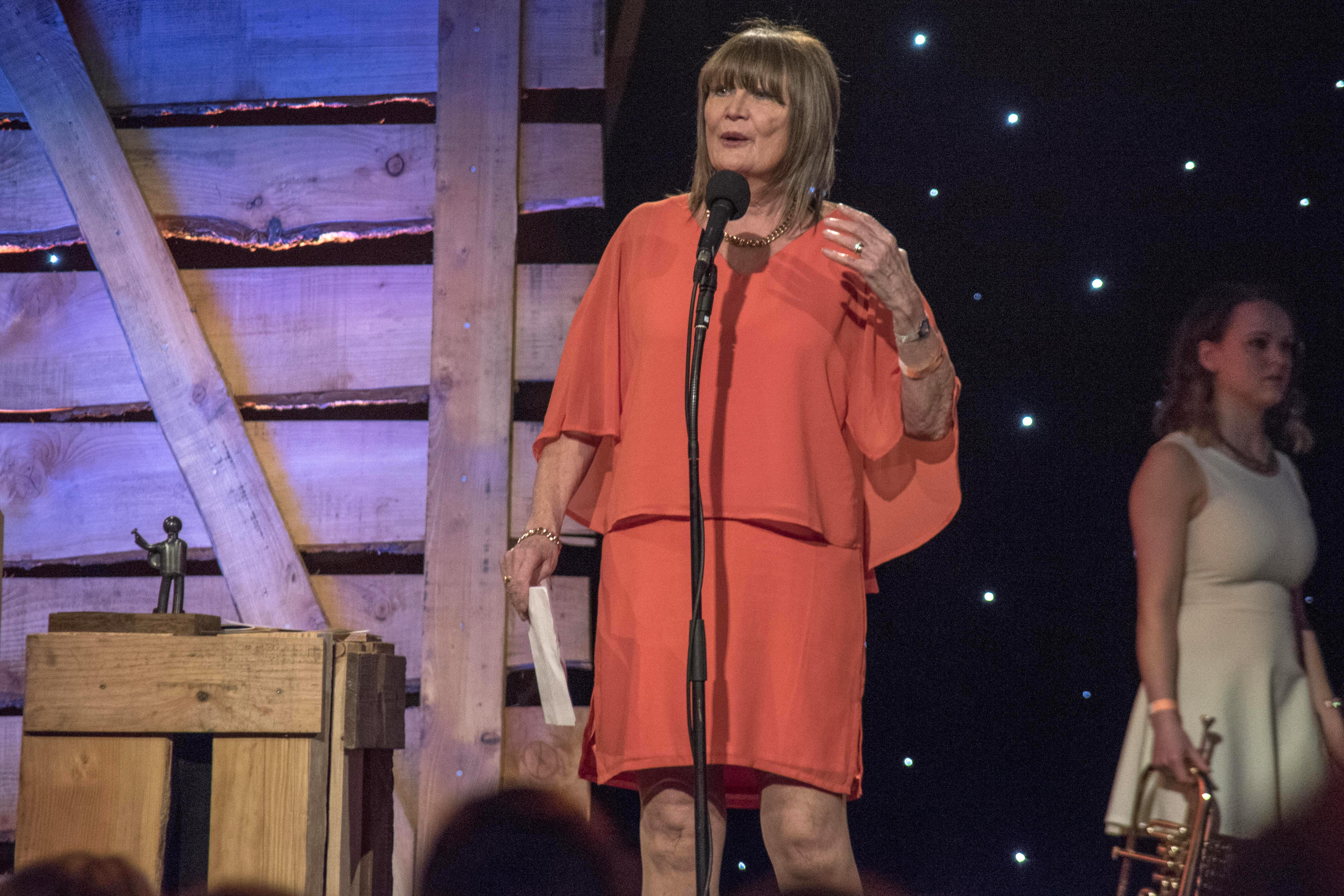
Sandie Haw in 2016 in The Royal Albert Hall

## Discografie

### Singles
- (There's) Always something there to remind me 1964 (USA nr. 52, UK nr. 1)
- Girl don't come 1964 (USA nr. 42, UK nr. 3)
- I'll Stop At Nothing 1965 (UK nr. 4)
- Long Live Love 1965 (USA nr. 97, UK nr. 1, Duitsland nr. 28)
- Message Understood 1965 (UK nr. 6)
- Tomorrow 1966 (UK nr. 9)
- Nothing Comes Easy 1966 (UK nr. 14)
- Puppet on a string 1967 (UK nr. 1)
- You've Not Changed 1967 (UK nr. 18)
- Monsieur Dupont 1969 (UK nr. 6)

| Single met eventuele hitnotering(en) in de Nederlandse Top 40 | Datum van verschijnen | Datum van binnenkomst | Hoogste positie | Aantal weken | Opmerkingen |
| ------------------------------------------------------------- | --------------------- | --------------------- | --------------- | ------------ | ----------- |
| Tijd voor Teenagers Top 10                                    |                       |                       |                 |              |             |
| (There's) Always something there to remind me                 | 1964                  | 14-11-1964            | 10              | 1            |             |
| Nederlandse Top 40                                            |                       |                       |                 |              |             |
| (There's) Always something there to remind me                 | 1964                  | 02-01-1965            | 18              | 2            |             |
| Girl don't come                                               | 1964                  | 16-01-1965            | 40              | 1            |             |
| Long live love                                                | 1965                  | 05-06-1965            | 7               | 11           |             |
| How can you tell                                              | 1965                  | 01-01-1966            | 39              | 1            |             |
| Tomorrow                                                      | 1966                  | 26-02-1966            | 23              | 5            |             |
| Nothing comes easy                                            | 1966                  | 18-06-1966            | 32              | 2            |             |
| Puppet on a string                                            | 1967                  | 08-04-1967            | 1               | 14           |             |
| Think it all over                                             | 1969                  | 07-06-1969            | 21              | 4            |             |
| Single Top 100                                                |                       |                       |                 |              |             |
| (There's) Always something there to remind me                 | 1964                  | 14-11-1964            | 10              | 1            |             |
| Long live love                                                | 1964                  | 26-06-1965            | 9               | 1            |             |
| Message understood                                            | 1965                  | 13-11-1965            | 18              | 2            |             |
| Puppet on a string                                            | 1967                  | 15-04-1967            | 1               | 10           |             |
| Think it all over                                             | 1969                  | 14-06-1969            | 24              | 2            |             |

| Single met hitnotering(en) in de Vlaamse Ultratop 50 | Datum van verschijnen | Datum van binnenkomst | Hoogste positie | Aantal weken | Opmerkingen                 |
| ---------------------------------------------------- | --------------------- | --------------------- | --------------- | ------------ | --------------------------- |
| Long live love                                       | 07-05-1965            | 01-07-1965            | 15              | 4            | Nr. 15 in de Radio 2 Top 30 |
| Puppet on a string                                   | 07-03-1967            | 22-04-1967            | 1(5wk)          | 16           | Nr. 1 in de Radio 2 Top 30  |

### NPO Radio 2 Top 2000
| Nummer met noteringen in de NPO Radio 2 Top 2000 | '99  | '00  | '01-'04 | '05 |
| ------------------------------------------------ | ---- | ---- | ------- | --- |
| Puppet on a string                               | 1710 | 1975 | -       | 556 |

1. ↑  Een '-' betekent dat het nummer niet was genoteerd en een vetgedrukt getal geeft de hoogste notering aan.
2. ↑  Deze tabel is bijgewerkt tot en met de laatste editie (2024).

## Voetnoten
1. ↑  Nederlandse Top 40 pagina voor Sandie Shaw. Geraadpleegd op 9 november 2013.
2. ↑  Single Top 100 pagina voor Sandie Shaw. Geraadpleegd op 9 november 2013.

- Bibsys: 3029722
- Biblioteca Nacional de España: XX1309224
- Bibliothèque nationale de France: cb139285496 (data)
- Gemeinsame Normdatei: 134520823
- International Standard Name Identifier: 0000 0003 6853 049X
- Library of Congress Control Number: no98022157
- MusicBrainz: 16963107-9288-43a2-946c-81de2f5eddfa
- Nationale Bibliotheek van Tsjechië: js20070209017
- Nationale bibliotheek van Australië: 35884875
- Nationale Bibliotheek van Polen: a0000003403138
- Nederlandse Thesaurus van Auteursnamen: 089212428
- Virtual International Authority File: 84261266
- WorldCat: E39PBJxH4DKFrgFFMgwpPBHXBP

1957: Patricia Bredin · 
1959: Pearl Carr & Teddy Johnson · 
1960: Bryan Johnson · 
1961: The Allisons · 
1962: Ronnie Carroll · 
1963: Ronnie Carroll · 
1964: Matt Monro · 
1965: Kathy Kirby · 
1966: Kenneth McKellar · 
1967: Sandie Shaw · 
1968: Cliff Richard · 
1969: Lulu · 
1970: Mary Hopkin · 
1971: Clodagh Rodgers · 
1972: The New Seekers · 
1973: Cliff Richard · 
1974: Olivia Newton-John · 
1975: The Shadows · 
1976: Brotherhood of Man · 
1977: Lynsey de Paul & Mike Moran · 
1978: Co-Co · 
1979: Black Lace · 
1980: Prima Donna · 
1981: Bucks Fizz · 
1982: Bardo · 
1983: Sweet Dreams · 
1984: Belle & The Devotions · 
1985: Vikki Watson · 
1986: Ryder · 
1987: Rikki · 
1988: Scott Fitzgerald · 
1989: Live Report · 
1990: Emma · 
1991: Samantha Janus · 
1992: Michael Ball · 
1993: Sonia · 
1994: Frances Ruffelle · 
1995: Love City Groove · 
1996: Gina G · 
1997: Katrina & the Waves · 
1998: Imaani · 
1999: Precious · 
2000: Nicki French · 
2001: Lindsay Dracass · 
2002: Jessica Garlick · 
2003: Jemini · 
2004: James Fox · 
2005: Javine Hylton · 
2006: Daz Sampson · 
2007: Scooch · 
2008: Andy Abraham · 
2009: Jade Ewen · 
2010: Josh Dubovie · 
2011: Blue · 
2012: Engelbert Humperdinck · 
2013: Bonnie Tyler · 
2014: Molly · 
2015: Electro Velvet · 
2016: Joe & Jake · 
2017: Lucie Jones · 
2018: SuRie · 
2019: Michael Rice · 
2021: James Newman ·
2022: Sam Ryder ·
2023: Mae Muller ·
2024: Olly Alexander ·
2025: Remember Monday
1956: Lys Assia · 
1957: Corry Brokken · 
1958: André Claveau · 
1959: Teddy Scholten · 
1960: Jacqueline Boyer · 
1961: Jean-Claude Pascal · 
1962: Isabelle Aubret · 
1963: Grethe & Jørgen Ingmann · 
1964: Gigliola Cinquetti · 
1965: France Gall · 
1966: Udo Jürgens · 
1967: Sandie Shaw · 
1968: Massiel · 
1969: Frida Boccara, Lenny Kuhr, Salomé, Lulu · 
1970: Dana · 
1971: Séverine · 
1972: Vicky Leandros · 
1973: Anne-Marie David · 
1974: ABBA · 
1975: Teach-In · 
1976: Brotherhood of Man · 
1977: Marie Myriam · 
1978: Izhar Cohen & The Alphabeta · 
1979: Gali Atari & Milk & Honey · 
1980: Johnny Logan · 
1981: Bucks Fizz · 
1982: Nicole · 
1983: Corinne Hermès · 
1984: Herreys · 
1985: Bobbysocks · 
1986: Sandra Kim · 
1987: Johnny Logan · 
1988: Céline Dion · 
1989: Riva · 
1990: Toto Cutugno · 
1991: Carola Häggkvist · 
1992: Linda Martin · 
1993: Niamh Kavanagh · 
1994: Paul Harrington & Charlie McGettigan · 
1995: Secret Garden · 
1996: Eimear Quinn · 
1997: Katrina & the Waves · 
1998: Dana International · 
1999: Charlotte Nilsson · 
2000: Olsen Brothers · 
2001: Tanel Padar, Dave Benton & 2XL · 
2002: Marie N · 
2003: Sertab Erener · 
2004: Ruslana · 
2005: Elena Paparizou · 
2006: Lordi · 
2007: Marija Šerifović · 
2008: Dima Bilan · 
2009: Alexander Rybak · 
2010: Lena Meyer-Landrut · 
2011: Ell & Nikki · 
2012: Loreen · 
2013: Emmelie de Forest · 
2014: Conchita Wurst · 
2015: Måns Zelmerlöw · 
2016: Jamala · 
2017: Salvador Sobral · 
2018: Netta Barzilai ·
2019: Duncan Laurence ·
2021: Måneskin ·
2022: Kalush Orchestra ·
2023: Loreen ·
2024: Nemo